# 보잉 XB-56

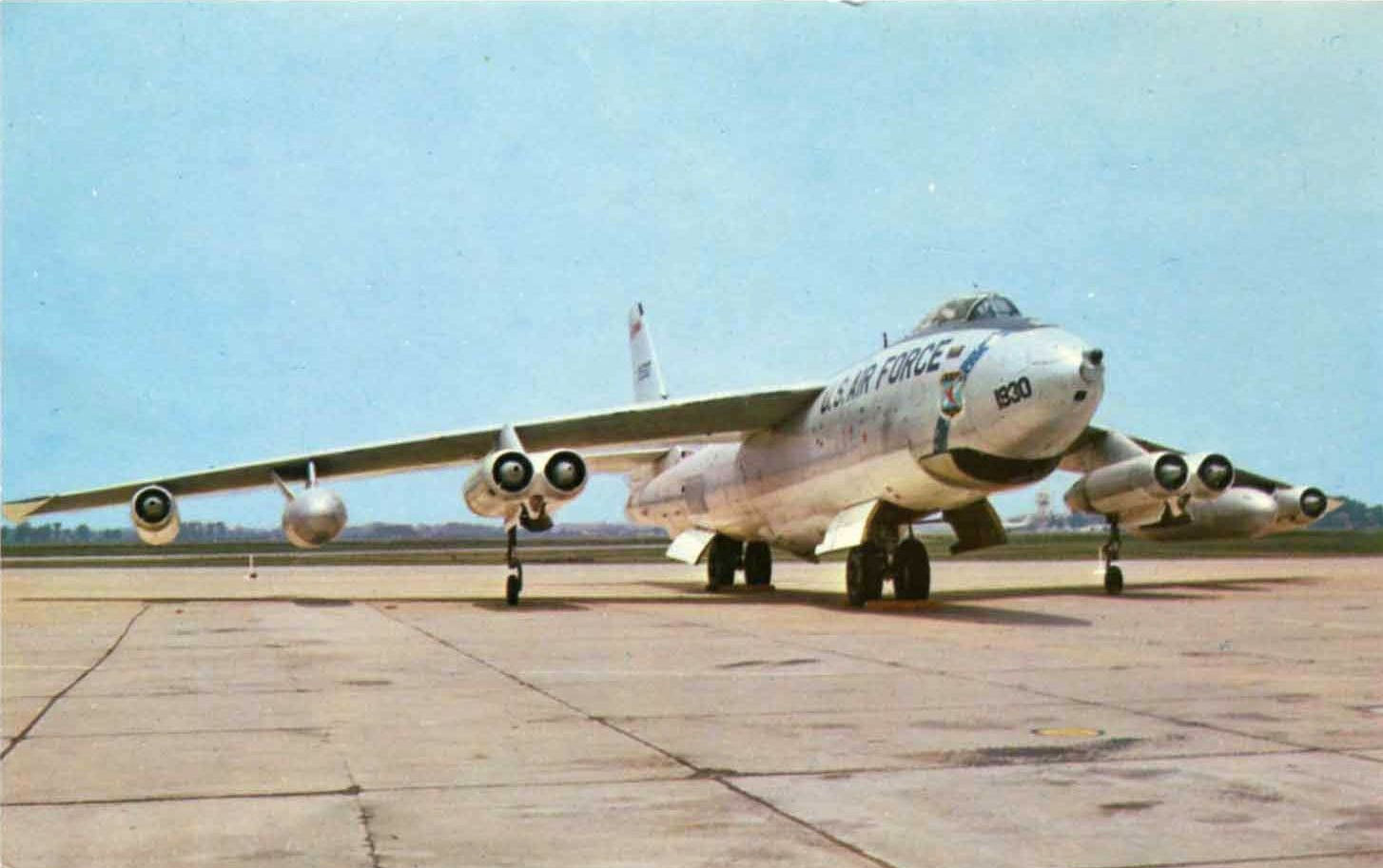
B-47E의 사진. 명확하게 보이는 것은 6개의 엔진을 갖춘 4개의 엔진 나셀이며, 이는 4개의 균일한 나셀과 엔진으로 교체되었다.

보잉 XB-56(Boeing XB-56)은 미국 제트 추진 중형 폭격기인 보잉 B-47 스트래토젯의 엔진 개량 버전에 대한 보잉의 제안이었다. 이 수정의 원래 명칭은 YB-47C였다.

## 변형

### XB-56
단일 B-47에 대한 지정은 4개의 YJ71-A-5 엔진으로 재설계되었으며 나중에 YB-56 및 YB-47C로 재지정되었지만 변환되지 않았다.

### RB-56A
생산 변형에 대한 지정이 취소되어 제작되지 않았다.

## 제원

### 일반적 특성
- 승무원: 3
- 길이: 32.64m(107피트 1인치)
- 날개 폭: 35.36m(116피트 0인치)
- 높이: 8.53m(28피트 0인치)
- 날개 면적: 1,428평방피트(132.7m2)
- 엔진: 4 × Allison YJ71-A-5 터보제트

## 같이 보기
- 보잉 B-47 스트래토젯
- 보잉 XB-55